# خانه عابدی
خانه عابدی مربوط به دوره قاجار است و در شیراز، بافت قدیم شهرـ ابتدای کوچه مقنی‌ها واقع شده و این اثر در تاریخ خطای عبارت: نویسه نقطه‌گذاری شناخته نشده «ا» تیر ۱۳۷۷ با شمارهٔ ثبت ۲۰۵۰ به‌عنوان یکی از آثار ملی ایران به ثبت رسیده است.
این خانه تاریخی محل سکونت  صدر جهرمی  بوده است. 